# Gewone steenloper
De gewone steenloper of gewone duizendpoot (Lithobius forficatus) is een in Nederland en België zeer algemene duizendpotensoort uit de familie der gewone duizendpoten (Lithobiidae). De wetenschappelijke naam van de soort werd als Scolopendra forficata in 1758 gepubliceerd door Carl Linnaeus.

## Beschrijving

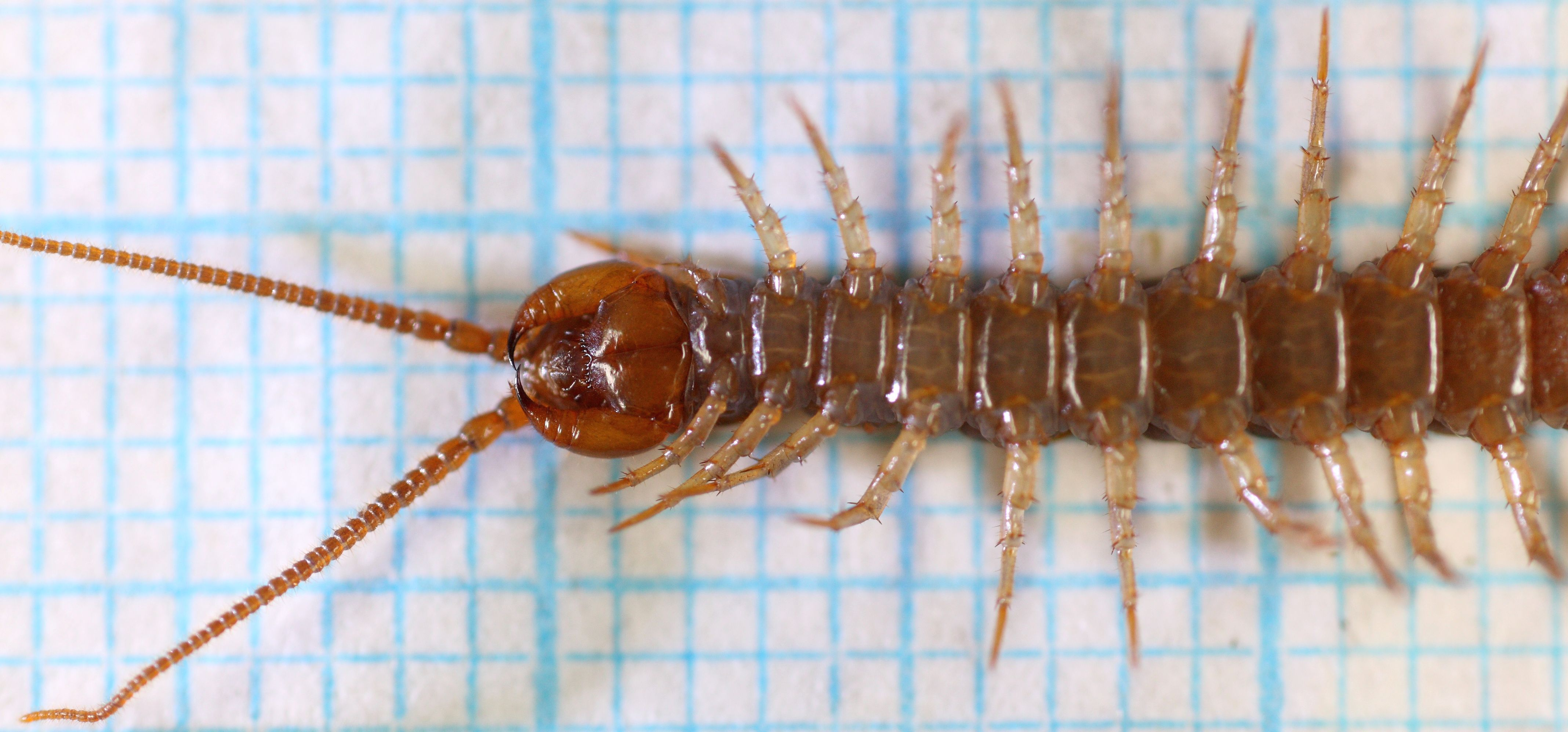
onderkant

De duizendpoot is een algemene verschijning in de tuin. De soort is een van de grootste van de in westelijk Europa levende duizendpoten, en is vrij eenvoudig te herkennen aan zijn lengte van 20 tot 35 millimeter, roodbruine tot oranje kleur en glanzende segmenten. Er zijn nog wel langere soorten, maar deze blijven aanzienlijk dunner en zijn gemakkelijk te onderscheiden, zoals de compostduizendpoot. Net als veel andere duizendpoten worden de jonge dieren geboren met 7 paar poten, veel minder dan de 15 paar die ze uiteindelijk zullen krijgen. Per vervelling komt er steeds één segment met twee poten bij, al zijn er ook vervellingen waarbij geen extra poten en segmenten ontstaan. Een belangrijk kenmerk van alle duizendpoten zijn de twee tangachtige voorpoten. Deze zijn omgevormd tot twee krachtige gifkaken, waarmee prooien worden gedood, waarna ze vervolgens in stukjes worden geknipt met de andere monddelen.

## Algemeen
De gewone steenloper is een snelle jager die onder stenen en tussen bladeren jaagt op slakken, regenwormen en insecten. Omdat de duizendpoot vanwege de dunne huid gevoelig is voor uitdroging wordt alleen 's avonds en 's nachts gejaagd. Overdag is de soort te vinden onder boomschors, stenen en houtblokken. Alleen bij het omdraaien daarvan is de kans aanwezig er een tegen te komen. De soort komt vooral voor in meer open terreinen. Andere duizendpoten leven liefst in bossen. De duizendpoot heeft weliswaar ogen, maar kan hier slecht mee zien en vertrouwt volledig op de lange antennes, die een tastfunctie hebben.